# Eunoumeana pannularia
Eunoumeana pannularia är en fjärilsart som beskrevs av Achille Guenée 1868. Eunoumeana pannularia ingår i släktet Eunoumeana och familjen mätare. Inga underarter finns listade i Catalogue of Life.